# 持続可能な交通
持続可能な交通（じそくかのうなこうつう、Sustainable transport）、持続可能な輸送（じぞくかのうなゆそう）とは、社会的・環境影響的な観点から持続可能（サスティナブル）な輸送・交通方法を指す。持続可能性を評価するための要素には、陸送・水上運送・航空輸送に使用される特定の車両、エネルギー源、輸送に使用されるインフラ(道路、鉄道、航空、水路、運河、ターミナル)が含まれる。輸送業務や物流、交通指向の開発も評価に含まれる。持続可能性は、主に輸送システムの有効性と効率、システムが環境や気候に与える影響によって測定される。輸送システムは環境に重大な影響を与えており、世界のエネルギー消費と二酸化炭素排出量の20%-25%を占めている。排出量の大部分（ほぼ 97%）は、化石燃料の直接燃焼によるものである。2019年には、燃料の約95％が化石資源由来であった。欧州連合において、温室効果ガスの主な排出源は輸送であった。2019年においては、世界の排出量の約31%、EUの排出量の24%を占めている。輸送からの温室効果ガス排出量は、他のどのエネルギー使用部門よりも速いペースで増加している 。道路交通も、その地域の大気汚染やスモッグの主な原因となっている。
国連環境計画(UNEP) は、屋外の大気汚染による防ぎうる死は毎年240万人であったと推定している 。とりわけ健康に有害なのは粒子状物質成分であるブラックカーボン排出であり、呼吸器疾患や発がん性疾患の原因として知られ、地球規模の気候変動に大きく寄与する 。温室効果ガス排出量と粒子状物質との関連性のため、低炭素輸送は各地でより持続可能な投資となってきている。排出量を削減によって気候変動を緩和し、大気の質を改善することで公衆衛生を向上させることができる。

## 各国の状況

### 欧州

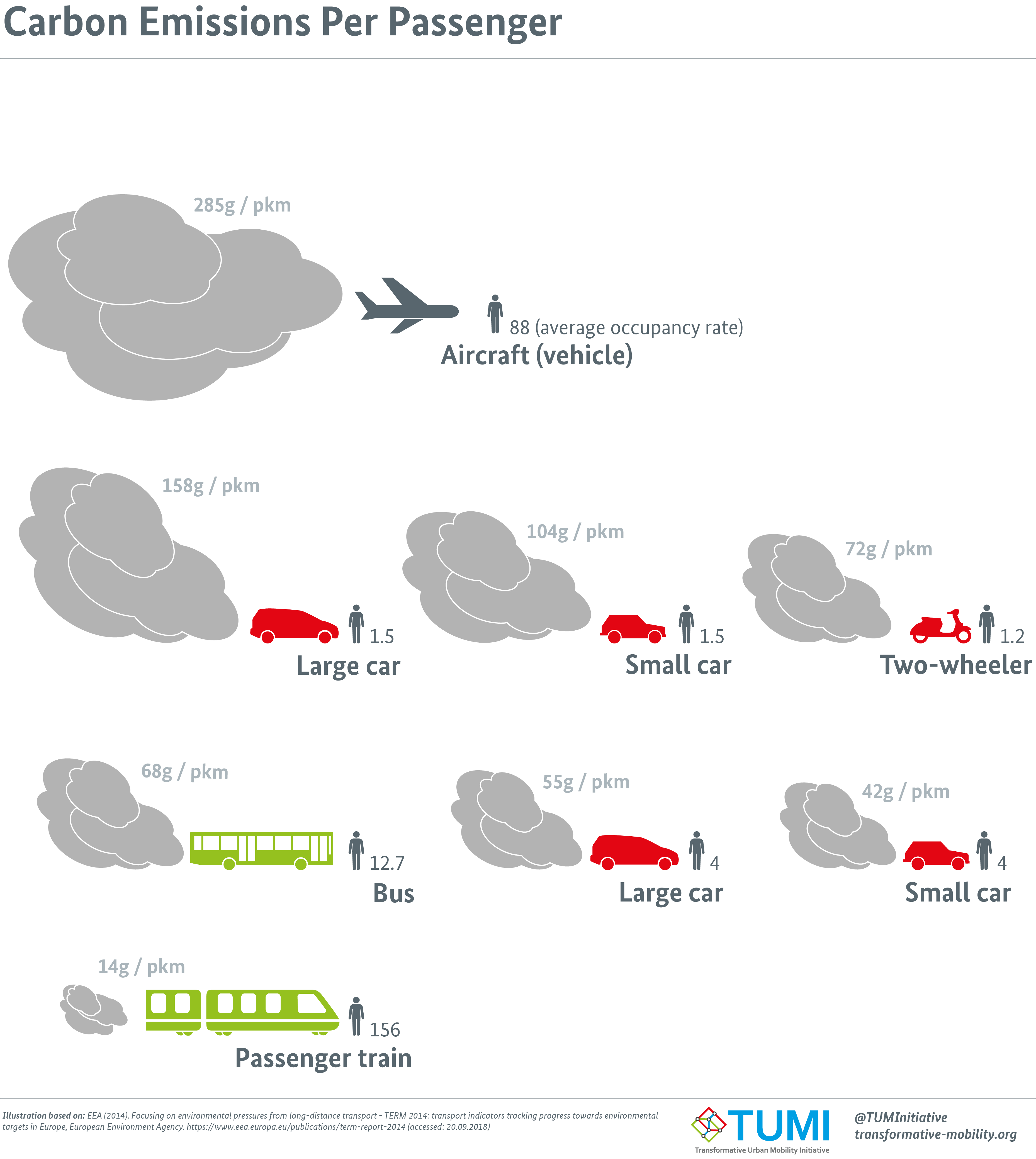
乗客一人当たりのCo2排出量
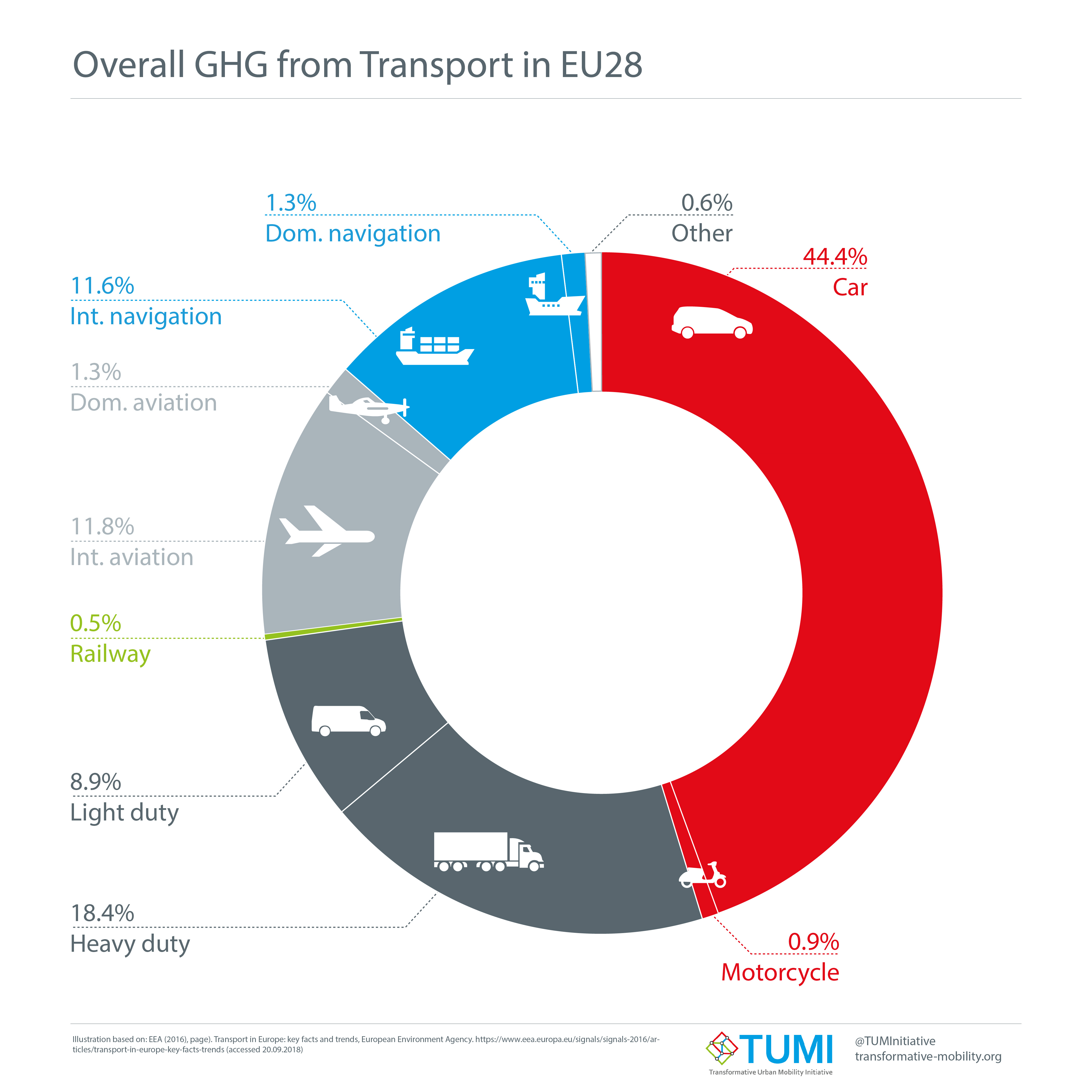
EU28か国における輸送セクターの温室効果ガス排出割合。
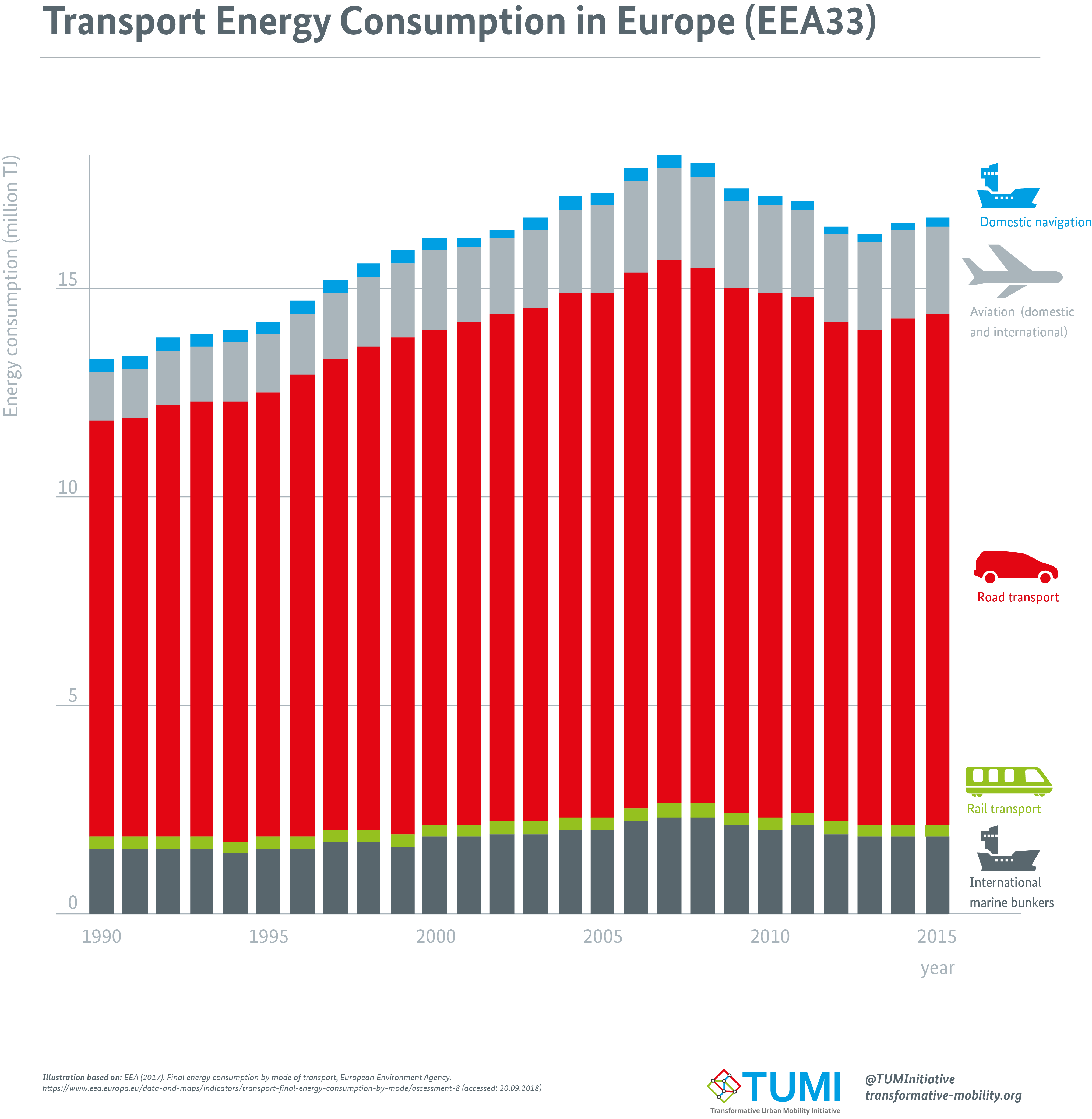
欧州におけるエネルギー消費量推移

### 日本
日本におけるセクター別CO2排出量は以下の通り。
| 輸送手段              | 旅客輸送 | 貨物輸送 |
| --------------------- | -------- | -------- |
| 自家用車 / 自家貨物車 | 132      | 1,124    |
| バス / 営業貨物車     | 90       | 216      |
| 船舶                  | 0(N/A)   | 43       |
| 航空                  | 124      | 0(N/A)   |
| 鉄道                  | 25       | 20       |

日本のセクター別CO2排出量
日本の運輸セクターCO2排出量 